# Rio Tijucas
O rio Tijucas é um curso de água do estado de Santa Catarina, no Brasil. Nasce na serra da Boa Vista numa altitude próxima dos 1 000 metros, no município de Rancho Queimado. Passa entre a sede do município e o distrito de Taquaras. Passa a oeste de Angelina e, próximo à pequena localidade de Garcia, recebe as águas do rio Engano, vindo do oeste. Passa também a oeste das cidades de Major Gercino e São João Batista, onde recebe as águas do rio do Braço e a partir de onde passa a correr paralelo à rodovia SC-411. Passa então por Canelinha e, finalmente, banha a cidade de Tijucas, onde cruza com a rodovia BR-101, na qual há duas grandes pontes. Poucos quilômetros após, deságua no oceano Atlântico, cerca de 50 quilômetros ao norte de Florianópolis.
De acordo com a Resolução 3, de 23 de junho de 1997, do Conselho Estadual de Recursos Hídricos, foi criado o Comitê de Gerenciamento do rio Tijucas na gestão do então governador do Estado de Santa Catarina Esperidião Amim Helou Filho.
O rio Tijucas é usado para a prática do rafting, para o que é acessado a partir do município de Angelina, após o qual encontra-se um canyon que torna a prática do esporte emocionante.

## Etimologia
"Tijucas" é um vocábulo originário da língua tupi: significa "água de mangue", pela junção de ty (água, rio) e îuka (mangue).

## História
Consta que o primeiro a avistar a foz do rio Tijucas teria sido o navegador italiano Sebastião Caboto, em 1530. Em 1788, o alferes Noronha, segundo alguns, ou o alferes Antônio José de Freitas, com três soldados e quatro civis, segundo outros, verificou ser o rio Tijucas navegável. Quando deste levantamento, consta ter sido denominado o ribeirão do Alferes, que leva à cidade de Nova Trento. Em 1847 foi feito o levantamento do rio desde a foz até a localidade de São João Batista pelo tenente João de Souza Melo e Alvim.